# Russie aux Jeux olympiques d'hiver de 2014
La Russie participe aux Jeux olympiques d'hiver de 2014 à Sotchi en Russie du 7 au 23 février 2014. Il s'agit de sa sixième participation à des Jeux d'hiver. C'est la seconde fois que la Russie organise les Jeux olympiques, après ceux d'été en 1980 à Moscou dans ce qui était encore l'URSS. La délégation russe est emmenée par le porte-drapeau Aleksandr Zoubkov. À la suite des révélations d'un dopage organisé par l'État Russe, 3 des 33 médailles (dont 2 en or) remportées par les athlètes russes ont été retirées.

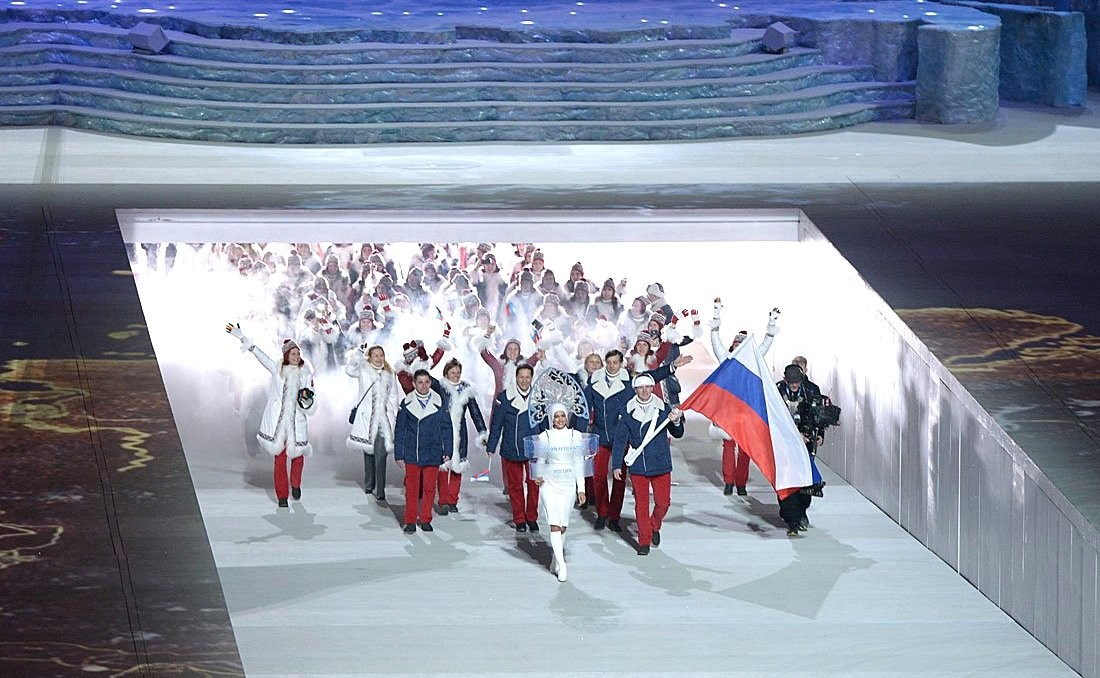
Délégation russe lors de la cérémonie d'ouverture

## Liste des médaillés
| Sport                   | Discipline                    | Athlète(s) | Date       |
| Médailles d'or : 10     |                               | |            |
| Patinage artistique     | Épreuve par équipes           | Ekaterina Bobrova Elena Ilinykh Nikita Katsalapov Fedor Klimov Ioulia Lipnitskaïa Evgeni Plushenko Dmitri Soloviev Ksenia Stolbova Maksim Trankov Tatiana Volosozhar | 9 février  |
| Patinage artistique     | Couples                       | Tatiana Volosozhar et Maksim Trankov | 12 février |
| Patinage artistique     | Femmes                        | Adelina Sotnikova | 20 février |
| Short-track             | 1 000 mètres hommes           | Viktor Ahn | 15 février |
| Short-track             | 500 mètres hommes             | Viktor Ahn | 21 février |
| Short-track             | Relais 5 000 mètres hommes    | Viktor Ahn Semen Elistratov Vladimir Grigorev Rouslan Zakharov | 21 février |
| Skeleton                | Hommes                        | Alexander Tretiakov | 15 février |
| Bobsleigh               | Bob à deux hommes (DSQ)       | Aleksandr Zubkov Alekseï Voïevoda | 17 février |
| Bobsleigh               | Bob à quatre hommes (DSQ)     | Aleksandr Zubkov Alekseï Negodaylo Dmitry Trunenkov Alekseï Voïevoda                                                                                                 | 23 février |
| Snowboard               | Slalom géant parallèle hommes | Vic Wild | 19 février |
| Snowboard               | Slalom parallèle hommes       | Vic Wild | 22 février |
| Biathlon                | Relais hommes(DSQ)            | Aleksey Volkov Evgeny Ustyugov Dmitry Malyshko Anton Shipulin | 22 février |
| Ski de fond             | 50 kilomètres hommes          | Alexander Legkov | 23 février |
| Médailles d'argent : 10 |                               | |            |
| Biathlon                | Sprint femmes                 | Olga Vilukhina | 9 février  |
| Biathlon                | Relais femmes (DSQ)           | Iana Romanova Olga Zaïtseva Ekaterina Shumilova Olga Vilukhina | 21 février |
| Luge                    | Simple hommes                 | Albert Demchenko | 9 février  |
| Luge                    | Relais par équipes            | Tatiana Ivanova Albert Demchenko Alexander Denisyev Vladislav Antonov                                                                                                | 13 février |
| Patinage de vitesse     | 500 mètres femmes             | Olga Fatkulina | 11 février |
| Patinage artistique     | Couples                       | Ksenia Stolbova et Fedor Klimov | 12 février |
| Short-track             | 1 000 mètres hommes           | Vladimir Grigorev | 15 février |
| Ski de fond             | Relais hommes                 | Dmitri Iaparov Alexander Bessmertnykh Alexander Legkov Maxim Vylegzhanin                                                                                             | 16 février |
| Ski de fond             | Sprint par équipes hommes     | Maxim Vylegzhanin Nikita Kriukov | 19 février |
| Ski de fond             | 50 kilomètres hommes          | Maxim Vylegzhanin | 23 février |
| Snowboard               | Cross hommes                  | Nikolay Olyunin | 18 février |
| Médailles de bronze : 9 |                               | |            |
| Patinage de vitesse     | 3 000 mètres femmes           | Olga Graf | 9 février  |
| Patinage de vitesse     | Poursuite par équipes femmes  | Olga Graf Ekaterina Lobycheva Yekaterina Shikhova Yuliya Skokova | 22 février |
| Short-track             | 1 500 mètres hommes           | Viktor Ahn | 10 février |
| Ski acrobatique         | Bosses hommes                 | Alexandr Smyshlyaev | 10 février |
| Biathlon                | Individuel hommes             | Evgeniy Garanichev | 13 février |
| Skeleton                | Femmes                        | Elena Nikitina | 14 février |
| Patinage artistique     | Danse sur glace               | Elena Ilinykh Nikita Katsalapov | 17 février |
| Snowboard               | Slalom géant parallèle femmes | Alena Zavarzina | 19 février |
| Ski de fond             | 50 kilomètres hommes          | Ilia Chernousov | 23 février |

| Sport               | Médaille d'or, Jeux olympiques | Médaille d'argent, Jeux olympiques | Médaille de bronze, Jeux olympiques | Total |
| ------------------- | ------------------------------ | ---------------------------------- | ----------------------------------- | ----- |
| Patinage artistique | 3                              | 1                                  | 1                                   | 5     |
| Short-track         | 3                              | 1                                  | 1                                   | 5     |
| Snowboard           | 2                              | 1                                  | 1                                   | 4     |
| Ski de fond         | 1                              | 3                                  | 1                                   | 5     |
| Biathlon            | 0                              | 1                                  | 1                                   | 2     |
| Skeleton            | 1                              | 0                                  | 1                                   | 2     |
| Luge                | 0                              | 2                                  | 0                                   | 2     |
| Patinage de vitesse | 0                              | 1                                  | 2                                   | 3     |
| Ski acrobatique     | 0                              | 0                                  | 1                                   | 1     |
| Total               | 10                             | 10                                 | 9                                   | 22    |

## Patinage de vitesse
3 000 m femmes (27 classées)
- Olga Graf : 3e - 4:03.47
- Yuliya Skokova : 8e - 4:09.36
- Yekaterina Shikhova : 20e - 4:14.97

## Curling

### Tournoi masculin
| Russie |
| --- |
| Skip : Andrey Drozdov Third : Evgeniy Arkhipov Second : Aleksey Stukalskiy Lead : Petr Dron Remplaçant : Aleksandr Kozyrev |

### Tournoi féminin
| Russie |
| --- |
| Skip : Anna Sidorova Third : Margarita Fomina Second : Alexandra Saitova Lead : Ekaterina Galkina Remplaçante : Nkeiruka Ezekh |

## Hockey sur glace

### Tournoi masculin

#### Effectif
- Gardiens de but : Sergueï Bobrovski (Blue Jackets de Columbus), Aleksandr Ieriomenko (HK Dinamo Moscou), Semion Varlamov (Avalanche du Colorado).
- Défenseurs : Anton Belov (Oilers d'Edmonton), Alekseï Iemeline (Canadiens de Montréal), Andreï Markov (Canadiens de Montréal), Ievgueni Medvedev (Ak Bars Kazan), Nikita Nikitine  (Blue Jackets de Columbus), Ilia Nikouline (AK Bars Kazan), Fiodor Tioutine (Blue Jackets de Columbus), Viatcheslav Voïnov (Kings de Los Angeles).
- Attaquants : Artiom Anissimov (Blue Jackets de Columbus), Pavel Datsiouk (Red Wings de Détroit), Ilia Kovaltchouk (SKA Saint-Pétersbourg), Nikolaï Kouliomine (Maple Leafs de Toronto), Ievgueni Malkine (Penguins de Pittsburgh), Valeri Nitchouchkine (Stars de Dallas), Aleksandr Ovetchkine (Capitals de Washington), Aleksandr Popov (Avangard Omsk), Aleksandr Radoulov (HK CSKA Moscou), Aleksandr Siomine[Note 1] (Hurricanes de la Caroline), Aleksandr Svitov (Ak Bars Kazan)[Note 2], Vladimir Tarassenko (Blues de Saint-Louis), Alekseï Terechtchenko (Ak Bars Kazan), Viktor Tikhonov (SKA Saint-Pétersbourg).
- Entraîneur : Zinetoula Bilialetdinov.
- Forfaits  : Denis Kokarev (HK Dinamo Moscou), Sergueï Soïne (HK Dinamo Moscou).

#### Résultats

##### Tour préliminaire
| Clt   | Équipe     | PJ | V | VP | D | DP | BP | BC | Diff | Pts |
| ----- | ---------- | -- | - | -- | - | -- | -- | -- | ---- | --- |
| +001, | États-Unis | 3  | 2 | 1  | 0 | 0  | 15 | 4  | 11   | 8   |
| +002, | Russie     | 3  | 1 | 1  | 0 | 1  | 8  | 5  | 3    | 6   |
| +003, | Slovénie   | 3  | 1 | 0  | 1 | 1  | 5  | 7  | -2   | 4   |
| +004, | Slovaquie  | 3  | 0 | 0  | 3 | 0  | 3  | 15 | -12  | 0   |

| 13 février 2014 | Russie | 5-2 (2-0, 1-2, 2-0) | Slovénie | Palais des glaces Bolchoï 11 653 spectateurs |

| Feuille de match | Feuille de match | Feuille de match            | Feuille de match                                                                    | Feuille de match                                                       |
| ---------------- | --- | --------------------------- | ----------------------------------------------------------------------------------- | ---------------------------------------------------------------------- |
|                  | A. Ovetchkine (I. Malkine, A. Siomine) — 1 min 17 s I. Malkine (A. Ovetchkine , I. Medvedev) — 3 min 54 s I. Kovaltchouk (I. Malkine, A. Radoulov) — 37 min 48 s (SN) V. Nitchouchkine (A. Terechtchenko) — 43 min 59 s A. Belov (N. Nikitine, A. Terechtchenko) — 47 min 53 s | 1-0 2-0 2-1 3-1 3-2 4-2 5-2 | Ž. Jeglič (M. Robar) — 21 min 43 s Ž. Jeglič (R. Sabolič, A. Kopitar) — 38 min 52 s | Arbitrage : Dave Jackson Vladimír Šindler Lonnie Cameron Chris Carlson |
| Semion Varlamov  | Gardiens | Robert Kristan              |                                                                                     | Arbitrage : Dave Jackson Vladimír Šindler Lonnie Cameron Chris Carlson |
| 6 min            | Pénalités | 6 min                       |                                                                                     | Arbitrage : Dave Jackson Vladimír Šindler Lonnie Cameron Chris Carlson |
| 35               | Tirs | 14                          |                                                                                     | Arbitrage : Dave Jackson Vladimír Šindler Lonnie Cameron Chris Carlson |

| 15 février 2014 | États-Unis | 3-2 (TB) (0-0, 1-1, 1-1, 0-0, 1-0) | Russie | Palais des glaces Bolchoï 11 678 spectateurs |

| Feuille de match | Feuille de match | Feuille de match    | Feuille de match                                                                              | Feuille de match                                                    |
| ---------------- | --- | ------------------- | --------------------------------------------------------------------------------------------- | ------------------------------------------------------------------- |
|                  | C. Fowler (J. Van Riemsdyk, P. Kessel) — 36 min 34 s (SN) J. Pavelski (P. Kane, K. Shattenkirk) — 49 min 27 s (SN) T. J. Oshie — 65 min (TB) | 0-1 1-1 2-1 2-2 3-2 | P. Datsiouk (A. Markov, A. Radoulov) — 29 min 15 s P. Datsiouk (A. Markov) — 52 min 44 s (SN) | Arbitrage : Brad Meier Magnus Vinnerborg Greg Devorski Jesse Wilmot |
| Jonathan Quick   | Gardiens | Sergueï Bobrovski   |                                                                                               | Arbitrage : Brad Meier Magnus Vinnerborg Greg Devorski Jesse Wilmot |
| 12 min           | Pénalités | 10 min              |                                                                                               | Arbitrage : Brad Meier Magnus Vinnerborg Greg Devorski Jesse Wilmot |
| 34               | Tirs | 31                  |                                                                                               | Arbitrage : Brad Meier Magnus Vinnerborg Greg Devorski Jesse Wilmot |

| 16 février 2014 | Russie | 1-0 (TB) (0-0, 0-0, 0-0) | Slovaquie | Palais des glaces Bolchoï 11 097 spectateurs |

| Feuille de match | Feuille de match | Feuille de match | Feuille de match | Feuille de match                                                        |
| ---------------- | ---------------- | ---------------- | ---------------- | ----------------------------------------------------------------------- |
|                  | A. Radoulov      | 1-0              |                  | Arbitrage : Lars Brüggemann Kelly Sutherland Chris Carlson Andy McElman |
| Semion Varlamov  | Gardiens         | Ján Laco         |                  | Arbitrage : Lars Brüggemann Kelly Sutherland Chris Carlson Andy McElman |
| 4 min            | Pénalités        | 10 min           |                  | Arbitrage : Lars Brüggemann Kelly Sutherland Chris Carlson Andy McElman |
| 37               | Tirs             | 27               |                  | Arbitrage : Lars Brüggemann Kelly Sutherland Chris Carlson Andy McElman |

##### Tour qualificatif
| 18 février 2014 | Russie | 4-0 (0-0, 2-0, 2-0) | Norvège | Palais des glaces Bolchoï 11 423 spectateurs |

| Feuille de match  | Feuille de match | Feuille de match | Feuille de match | Feuille de match                                                         |
| ----------------- | --- | ---------------- | ---------------- | ------------------------------------------------------------------------ |
|                   | A. Radoulov (P. Datsiouk) — 24 min 12 s I. Kovaltchouk (A. Radoulov, P. Datsiouk) — 37 min 11 s A. Radoulov (P. Datsiouk) — 58 min 53 s (CV) A. Terechtchenko (V. Tikhonov, V. Tarassenko) — 59 min 20 s | 1-0 2-0 3-0 4-0  |                  | Arbitrage : Daniel Piechaczek Kevin Pollock Andy McElman Miroslav Valach |
| Sergueï Bobrovski | Gardiens | Lars Haugen      |                  | Arbitrage : Daniel Piechaczek Kevin Pollock Andy McElman Miroslav Valach |
| 2 min             | Pénalités | 6 min            |                  | Arbitrage : Daniel Piechaczek Kevin Pollock Andy McElman Miroslav Valach |
| 31                | Tirs | 22               |                  | Arbitrage : Daniel Piechaczek Kevin Pollock Andy McElman Miroslav Valach |

##### Quarts de finale
| 19 février 2014 | Finlande | 3-1 (2-1, 1-0, 0-0) | Russie | Palais des glaces Bolchoï 11 654 spectateurs |

| Feuille de match | Feuille de match | Feuille de match                  | Feuille de match                               | Feuille de match                                                          |
| ---------------- | --- | --------------------------------- | ---------------------------------------------- | ------------------------------------------------------------------------- |
|                  | J. Aaltonen (P. Kontiola) — 9 min 18 s T. Selänne (M. Granlund) — 17 min 38 s M. Granlund (T. Selänne, K. Timonen) — 25 min 37 s | 0-1 1-1 2-1 3-1                   | I. Kovaltchouk (P. Datsiouk) — 7 min 51 s (SN) | Arbitrage : Kelly Sutherland Marcus Vinnerborg Greg Devorski Jesse Wilmot |
| Tuukka Rask      | Gardiens | Semion Varlamov Sergueï Bobrovski |                                                | Arbitrage : Kelly Sutherland Marcus Vinnerborg Greg Devorski Jesse Wilmot |
| 6 min            | Pénalités | 8 min                             |                                                | Arbitrage : Kelly Sutherland Marcus Vinnerborg Greg Devorski Jesse Wilmot |
| 22               | Tirs | 38                                |                                                | Arbitrage : Kelly Sutherland Marcus Vinnerborg Greg Devorski Jesse Wilmot |

### Tournoi féminin

#### Effectif
- Gardiennes de but : Ioulia Leskina (Spartak-Merkouri Iekaterinbourg), Anna Prougova (HK Tornado), Anna Vinogradova (Fakel Tcheliabinsk)
- Défenseurs : Inna Dioubanok (Aguidel Oufa), Angelina Gontcharenko (Aguidel Oufa), Aleksandra Kapoustina (HK SKIF), Alena Khomitch (Aguidel Oufa), Anna Chibanova (Aguidel Oufa), Anna Chtchoukina (HK Tornado), Svetlana Tkatchiova (HK Tornado)
- Attaquantes : Tatiana Bourina (HK Tornado), Ielena Dergatchiova (Aguidel Oufa), Ia Gavrilova (HK Tornado), Iekaterina Lebedeva (Fakel Tcheliabinsk), Iekaterina Pachkevtich (Aguidel Oufa), Anna Chokina (HK Tornado), Galina Skiba (HK Tornado), Iekaterina Smolentseva (HK Tornado), Iekaterina Smolina (HK Tornado), Olga Sossina (HK SKIF), Aleksandra Vafina (Fakel Tcheliabinsk)
- Entraîneur : Mikhaïl Tchekanov

#### Résultats

##### Tour préliminaire
| Clt   | Équipe    | PJ | V | VP | D | DP | BP | BC | Diff | Pts |
| ----- | --------- | -- | - | -- | - | -- | -- | -- | ---- | --- |
| +001, | Russie    | 3  | 3 | 0  | 0 | 0  | 9  | 3  | +6   | 9   |
| +002, | Suède     | 3  | 2 | 0  | 1 | 0  | 6  | 3  | +3   | 6   |
| +003, | Allemagne | 3  | 1 | 0  | 2 | 0  | 5  | 8  | -3   | 3   |
| +004, | Japon     | 3  | 0 | 0  | 3 | 0  | 1  | 7  | -6   | 0   |

- Qualifié pour les quarts de finale
- Reversé dans les matchs de classement pour la 5e place

| 9 février 2014 | Russie | 4-1 (0-0, 0-1, 4-0) | Allemagne | Arène de glace Chaïba, Sotchi 5 048 spectateurs |

| Feuille de match | Feuille de match | Feuille de match    | Feuille de match                        | Feuille de match                                       |
| ---------------- | --- | ------------------- | --------------------------------------- | ------------------------------------------------------ |
|                  | Gavrilova (Khomitch, Smolentseva) — 45 min 4 s Sossina (Dioubanok, Bourina) — 48 min 49 s (SN) Smolentseva (Chibanova) — 49 min 27 s Sossina (Dioubanok, Smolentseva) — 52 min 15 s | 0-1 1-1 2-1 3-1 4-1 | Busch (Anwander, Weisser) — 26 min 48 s | Arbitrage : Anna Eskola Laura Johnson et Ilona Novotná |
| Harrer           | Gardiens | Leskina             |                                         | Arbitrage : Anna Eskola Laura Johnson et Ilona Novotná |
| 4 min            | Pénalités | 8 min               |                                         | Arbitrage : Anna Eskola Laura Johnson et Ilona Novotná |
| 37               | Tirs | 15                  |                                         | Arbitrage : Anna Eskola Laura Johnson et Ilona Novotná |

| 11 février 2014 19h00 | Russie | 2-1 (1-0, 0-0, 1-1) | Japon | Arène de glace Chaïba, Sotchi 4 897 spectateurs |

| Feuille de match | Feuille de match                                | Feuille de match | Feuille de match          | Feuille de match                                              |
| ---------------- | ----------------------------------------------- | ---------------- | ------------------------- | ------------------------------------------------------------- |
|                  | Bourina — 11 min 39 s Vafina — 51 min 36 s (IN) | 1-0 1-1 2-1      | Toko (Kubo) — 40 min 33 s | Arbitrage : Nicole Hertrich Denise Caughey et Alicia Hanrahan |
| Prougova         | Gardiens                                        | Fujimoto         |                           | Arbitrage : Nicole Hertrich Denise Caughey et Alicia Hanrahan |
| 6 min            | Pénalités                                       | 6 min            |                           | Arbitrage : Nicole Hertrich Denise Caughey et Alicia Hanrahan |
| 38               | Tirs                                            | 22               |                           | Arbitrage : Nicole Hertrich Denise Caughey et Alicia Hanrahan |

| 13 février 2014 21h00 | Suède | 1-3 (0-1, 1-1, 0-1) | Russie | Arène de glace Chaïba, Sotchi 5 092 spectateurs |

| Feuille de match | Feuille de match      | Feuille de match | Feuille de match | Feuille de match                                            |
| ---------------- | --------------------- | ---------------- | --- | ----------------------------------------------------------- |
|                  | Winberg — 38 min 58 s | 0-1 0-2 1-2 1-3  | Chtchoukina (Pachkevtich, Chokina) — 8 min 38 s Khomitch (Smolina) — 29 min 20 s Smolentseva (Sossina) — 58 min 7 s | Arbitrage : Joy Tottman Stéphanie Gagnon et Alicia Hanrahan |
| Wallner          | Gardiens              | Prougova         | | Arbitrage : Joy Tottman Stéphanie Gagnon et Alicia Hanrahan |
| 14 min           | Pénalités             | 4 min            | | Arbitrage : Joy Tottman Stéphanie Gagnon et Alicia Hanrahan |
| 16               | Tirs                  | 31               | | Arbitrage : Joy Tottman Stéphanie Gagnon et Alicia Hanrahan |

##### Phase finale

###### Tableau
|  | Quarts de finale                      | Quarts de finale                  |                                   |  | Demi-finales                      | Demi-finales                      |  |  | Finale                                | Finale                                |
|  | Quarts de finale                      | Quarts de finale                  |                                   |  | Demi-finales                      | Demi-finales                      |  |  | Finale                                | Finale                                |
|  |                                       |                                   |                                   |  |                                   |                                   |  |  |                                       |                                       |
|  | 15 février, Arène de glace Chaïba     | 15 février, Arène de glace Chaïba |                                   |  | 17 février, Arène de glace Chaïba | 17 février, Arène de glace Chaïba |  |  | 20 février, Palais des glaces Bolchoï | 20 février, Palais des glaces Bolchoï |
|  | 15 février, Arène de glace Chaïba     | 15 février, Arène de glace Chaïba |                                   |  | 17 février, Arène de glace Chaïba | 17 février, Arène de glace Chaïba |  |  | 20 février, Palais des glaces Bolchoï | 20 février, Palais des glaces Bolchoï |
|  | 15 février, Arène de glace Chaïba     | 15 février, Arène de glace Chaïba | Canada                            |  |                                   |                                   |  |  | 20 février, Palais des glaces Bolchoï | 20 février, Palais des glaces Bolchoï |
|  | Suisse                                | 2                                 |                                   |  |                                   |                                   |  |  | 20 février, Palais des glaces Bolchoï | 20 février, Palais des glaces Bolchoï |
|  | Suisse                                | 2                                 | Suisse                            |  |                                   |                                   |  |  | 20 février, Palais des glaces Bolchoï | 20 février, Palais des glaces Bolchoï |
|  | Russie                                | 0                                 |                                   |  |                                   |                                   |  |  | 20 février, Palais des glaces Bolchoï | 20 février, Palais des glaces Bolchoï |
|  | Russie                                | 0                                 | 17 février, Arène de glace Chaïba |  |                                   |                                   |  |  |                                       |                                       |
|  | 15 février, Arène de glace Chaïba     |                                   |                                   |  |                                   |                                   |  |  |                                       |                                       |
|  |                                       |                                   |                                   |  |                                   |                                   |  |  |                                       |                                       |
|  | Finlande                              | 2                                 |                                   |  |                                   |                                   |  |  |                                       |                                       |
|  | Finlande                              | 2                                 | Suède                             |  |                                   |                                   |  |  |                                       |                                       |
|  | Suède                                 | 4                                 |                                   |  |                                   |                                   |  |  |                                       |                                       |
|  | Suède                                 | 4                                 | États-Unis                        |  |                                   |                                   |  |  |                                       |                                       |
|  |                                       |                                   | Match pour la 3e place            |  |                                   |                                   |  |  |                                       |                                       |
|  |                                       |                                   |                                   |  |                                   |                                   |  |  |                                       |                                       |
|  | 20 février, Palais des glaces Bolchoï |                                   |                                   |  |                                   |                                   |  |  |                                       |                                       |
|  |                                       |                                   |                                   |  |                                   |                                   |  |  |                                       |                                       |
|  |                                       |                                   |                                   |  |                                   |                                   |  |  |                                       |                                       |
|  |                                       |                                   |                                   |  |                                   |                                   |  |  |                                       |                                       |
|  |                                       |                                   |                                   |  |                                   |                                   |  |  |                                       |                                       |
|  |                                       |                                   |                                   |  |                                   |                                   |  |  |                                       |                                       |

###### Quarts de finale
| 15 février 2014 | Suisse | 2-0 (1-0, 0-0, 1-0) | Russie | Arène de glace Chaïba 4 962 spectateurs |

| Feuille de match | Feuille de match                                                                    | Feuille de match | Feuille de match | Feuille de match                                        |
| ---------------- | ----------------------------------------------------------------------------------- | ---------------- | ---------------- | ------------------------------------------------------- |
|                  | S. Marty (A. Müller, S. Thalmann) — 10 min 46 s L. Stalder (N. Bullo) — 59 min 39 s | 1-0 2-0          |                  | Arbitrage : Joy Tottman Therese Björkman Denise Caughey |
| F. Schelling     | Gardiens                                                                            | A. Prougova      |                  | Arbitrage : Joy Tottman Therese Björkman Denise Caughey |
| 8 min            | Pénalités                                                                           | 2 min            |                  | Arbitrage : Joy Tottman Therese Björkman Denise Caughey |
| 27               | Tirs                                                                                | 41               |                  | Arbitrage : Joy Tottman Therese Björkman Denise Caughey |

##### Matchs de classement

###### Tableau
|  | Matchs de classement              | Matchs de classement              |                        |   | Match pour la 5e place            | Match pour la 5e place            |
|  | Matchs de classement              | Matchs de classement              |                        |   | Match pour la 5e place            | Match pour la 5e place            |
|  |                                   |                                   |                        |   |                                   |                                   |
|  | 16 février, Arène de glace Chaïba | 16 février, Arène de glace Chaïba |                        |   | 18 février, Arène de glace Chaïba | 18 février, Arène de glace Chaïba |
|  | 16 février, Arène de glace Chaïba | 16 février, Arène de glace Chaïba |                        |   | 18 février, Arène de glace Chaïba | 18 février, Arène de glace Chaïba |
|  | Finlande                          | 2                                 |                        |   | 18 février, Arène de glace Chaïba | 18 février, Arène de glace Chaïba |
|  | Finlande                          | 2                                 |                        |   | 18 février, Arène de glace Chaïba | 18 février, Arène de glace Chaïba |
|  | Allemagne                         | 1                                 |                        |   | 18 février, Arène de glace Chaïba | 18 février, Arène de glace Chaïba |
|  | Allemagne                         | 1                                 | Finlande               | 4 |                                   |                                   |
|  | 16 février, Arène de glace Chaïba |                                   | Finlande               | 4 |                                   |                                   |
|  |                                   | Russie                            | 0                      |   |                                   |                                   |
|  | Russie                            | Russie                            | 0                      | 6 |                                   |                                   |
|  | Russie                            |                                   |                        | 6 |                                   |                                   |
|  | Japon                             | 3                                 |                        |   |                                   |                                   |
|  | Japon                             | 3                                 | Match pour la 7e place |   |                                   |                                   |
|  |                                   |                                   |                        |   |                                   |                                   |
|  | 18 février, Arène de glace Chaïba |                                   |                        |   |                                   |                                   |
|  |                                   |                                   |                        |   |                                   |                                   |
|  | Allemagne                         | 3                                 |                        |   |                                   |                                   |
|  | Allemagne                         | 3                                 |                        |   |                                   |                                   |
|  | Japon                             | 2                                 |                        |   |                                   |                                   |
|  | Japon                             | 2                                 |                        |   |                                   |                                   |

###### Matchs de classement
| 16 février 2014 | Russie | 6-3 (1-0, 3-2, 2-1) | Japon | Arène de glace Chaïba 4 793 spectateurs |

| Feuille de match | Feuille de match | Feuille de match                    | Feuille de match                                                                              | Feuille de match                                          |
| ---------------- | --- | ----------------------------------- | --------------------------------------------------------------------------------------------- | --------------------------------------------------------- |
|                  | Chtchoukina (Chokina) — 16 min 12 s Chokina (Smolentseva) — 26 min 44 s Skiba (Gavrilova, Bourina) — 27 min 33 s Sossina (Smolentseva, Chokina) — 31 min 32 s (SN) Skiba (Bourina, Gavrilova) — 49 min 39 s (SN) Bourina (Chibanova, Khomitch) — 55 min 42 s (SN) | 1-0 1-1 2-1 2-2 3-2 4-2 4-3 5-3 6-3 | Yamane (Ukita) — 26 min 14 s Toko (Kubo) — 26 min 50 s Osawa (Takeuchi, Hirano) — 42 min 23 s | Arbitrage : Anna Eskola Charlotte Girard et Ilona Novotná |
| Leskina          | Gardiens | Fujimoto                            |                                                                                               | Arbitrage : Anna Eskola Charlotte Girard et Ilona Novotná |
| 6 min            | Pénalités | 10 min                              |                                                                                               | Arbitrage : Anna Eskola Charlotte Girard et Ilona Novotná |
| 32               | Tirs | 27                                  |                                                                                               | Arbitrage : Anna Eskola Charlotte Girard et Ilona Novotná |

###### Match pour la cinquième place
| 18 février 2014 | Finlande | 4-0 (2-0, 0-0, 2-0) | Russie | Arène de glace Chaïba 4 112 spectateurs |

| Feuille de match | Feuille de match | Feuille de match | Feuille de match | Feuille de match                                         |
| ---------------- | --- | ---------------- | ---------------- | -------------------------------------------------------- |
|                  | Välimäki (Rantamäki, Hovi) — 16 min 37 s Välilä (Tapani, Hiirikoski) — 17 min 28 s Karvinen (Välilä, Tarkki) — 42 min 30 s Karvinen (Välilä, Tuominen) — 43 min 31 s (SN) | 1-0 2-0 3-0 4-0  |                  | Arbitrage : Erin Blair Stéphanie Gagnon et Laura Johnson |
| Räty             | Gardiens | Prougova         |                  | Arbitrage : Erin Blair Stéphanie Gagnon et Laura Johnson |
| 14 min           | Pénalités | 12 min           |                  | Arbitrage : Erin Blair Stéphanie Gagnon et Laura Johnson |
| 29               | Tirs | 19               |                  | Arbitrage : Erin Blair Stéphanie Gagnon et Laura Johnson |